# Hr.Ms. Abraham van der Hulst (1937)

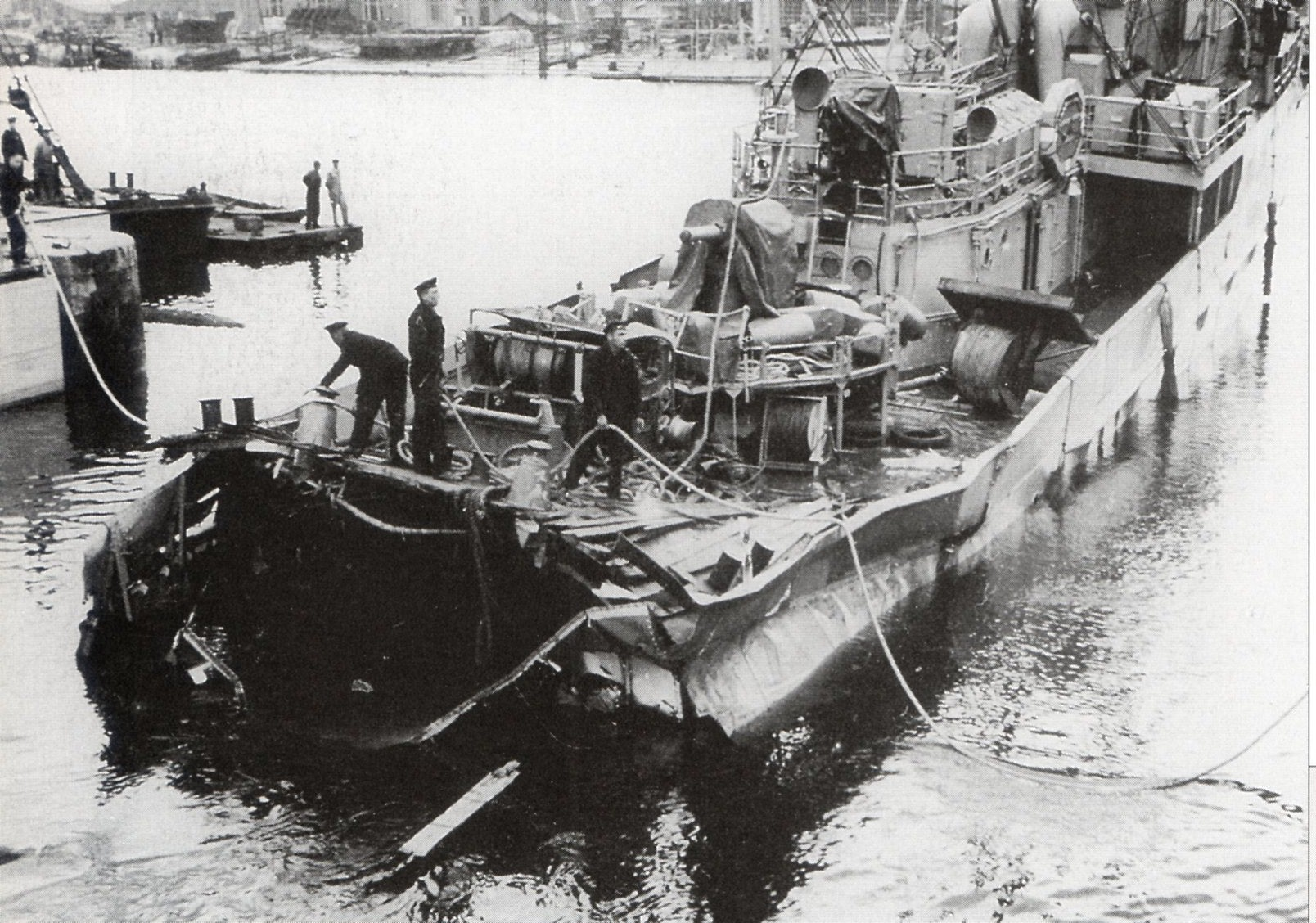
Hr.Ms. Abraham van der Hulst nadat het schip op een mijn was gevaren

Hr.Ms. Abraham van der Hulst was een Nederlandse mijnenveger van de Jan van Amstelklasse, gebouwd door de scheepswerf Gusto uit Schiedam. Het schip was vernoemd naar de Nederlandse admiraal Abraham van der Hulst. De schepen van de Jan van Amstelklasse konden ook ingericht worden als mijnenlegger.

## De Abraham van der Hulst tijden WO II
In de meidagen van 1940 werd de Abraham van der Hulst samen met het zusterschip de Pieter Florisz toegevoegd aan het IJselmeerflottielje. De Abraham van der Hulst redde de opvarenden van de Friso die voor de Friese kust tot zinken was gebracht door Duitse bommenwerpers.
Op 14 mei kregen de Abraham van der Hulst en de Pieter Florisz de opdracht om via Den Oever naar Den Helder te varen. Op weg naar de sluizen bij Den Oever kruiste zij de Brinio die op weg was naar Enkhuizen. Kort daarop kregen ook de twee mijnenvegers van een patrouillevaartuig de opdracht terug te keren naar Enkhuizen. Iets later kwam vanuit Den Helder de volgende mededeling: "Naar Engeland of in handen van de vijand". De divisiecommandant luitenant ter zee I Wentholt wilde naar Enkhuizen om deze orders te bevestigen. Op weg naar Enkhuizen kwamen ze wederom de Brinio tegen, ditmaal had de Brinio de schriftelijke orders bij zich om naar Engeland te vertrekken. Maar de divisiecommandant was niet overtuigd en voer door naar Enkhuizen. Eenmaal in Enkhuizen aangekomen bleek de Schout-bij-nacht Vreede al te zijn vertrokken. Pas in de avond van 14 mei arriveerden de mijnenvegers in Enkhuizen waar ze via de radio te horen kregen dat Nederland had gecapituleerd. Daarop besloot de divisiecommandant de beide schepen van de 1ste divisie mijnenvegers tot zinken te brengen in het IJsselmeer. De Abraham van der Hulst werd dwars in het Krabbersgat tot zinken gebracht.
Na de overgave kon de Abraham van Der Hulst gelicht worden door de Duitse strijdkrachten, het schip was voldoende intact om in dienst te worden genomen als M 553. In Duitse dienst werd het omgebouwd tot torpedotestschip. Op 21 april 1944 liep de M 553 op een mijn bij Brüsterstort. Het wrak van de M 553 werd na gelicht te zijn in juli 1944 versleept naar Gotenhafen en uit dienst genomen. Nadat het schip uit dienst was genomen werd het met behulp van bommen opgeblazen.